# 守田菜生
守田 菜生（もりた なお、1984年3月18日 - ）は、日本の女優である。所属事務所はTBSスパークル（旧：キャスト・プラス）。
五代目坂東八十助（十代目坂東三津五郎）と、元宝塚歌劇団雪組&花組二番手男役スターの寿ひずるとの間に、長女として出生。

## 略歴
- 幼少より日本舞踊坂東流に入門、名取となる。
- 1987年、日本舞踊公演「お月さま」（国立小劇場）の初舞台より日本舞踊およびクラシックバレエでの舞台経験はあるが、2008年4月、風林火山 晴信燃ゆにより俳優としてデビュー。
- 玉川大学芸術学部パフォーミングアーツ学科卒業。

## エピソード
- 2009年、明治座11月公演「晩秋」により父・坂東三津五郎と日本舞踊以外では初共演を果たす。その背景には、出演する森光子、八千草薫という大女優の仕事を間近で経験させたいという、三津五郎の親心があった[2]。

## 出演

### 舞台
- 風林火山 晴信燃ゆ（2008年4月、日生劇場）
- 晩秋（2009年11月、明治座）
- 名古屋西川流　第63回名古屋をどり　「雪の花」千春、「おどりヴァヴリエテ マダム・ゑれくとりっく」（2010年9月、中日劇場）
- 青い月のバラード（2010年10月、俳優座劇場）
- 八月納涼公演「好色一代男」（2011年8月、御園座）
- 三つ星キッチン「イーストサイドストーリー」（2011年12月、全労済ホール スペース・ゼロ）
- 『C.A』〜客室アテンダント?な日々（2012年10月、アートスペース・プロット）
- 三ツ星キッチン「GOLD ON THE ROAD〜蓙苦蕗上水新町総合集会」（2013年1月、六本木BEE HIVE）

### テレビドラマ
- 新春ワイド時代劇「寧々〜おんな太閤記」（2009年、テレビ東京） - はな（南殿） 役
- 司馬遼太郎原作スペシャルドラマ「坂の上の雲」（2011年、NHK） - 児玉久子 役
- NHK大河ドラマ「八重の桜」（2013年、NHK） - 山川美和 役

### バラエティ
- 踊る踊る! さんま御殿!! 納涼!! 女だらけ浴衣祭り　兄弟姉妹(秘)大暴露SP!!（2011年7月5日、日本テレビ）
- 踊る踊る踊る!さんま御殿!!花嫁衣裳で逆襲崖っぷち女&家族スペシャル!!（2011年10月11日、日本テレビ）
- 踊る踊る!さんま御殿!!激ヤバ2世が大暴露&年下男つかまえた女祭（2017年3月7日、日本テレビ）